# Cleveland Cavaliers
|  | Per a altres significats, vegeu «Cleveland (desambiguació)». |

Cleveland Cavaliers és una franquícia de l'NBA amb seu a Cleveland, Ohio. Participa en la Divisió Central de la Conferència Est de l'NBA. Disputen els seus partits com a local des de 1994 en el Quicken Loans Arena, un pavelló amb capacitat per 20.562 espectadors. La temporada 2015-2016 van guanyar el seu primer anell de campions de l'NBA.

## Història de la franquícia
- Cleveland Cavaliers (1970-present)

### Primers anys
Els Cavaliers van començar jugant en l'NBA el 1970 sota la propietat de Nick Mileti. Abans, jugaven els seus partits com a local en el Cleveland Arena i eren entrenats per Bill Fitch, aconseguint un balanç de 15-67 a la seva primera temporada a la lliga. Després de triar al Draft de 1970 amb el número 1 a Austin Carr, van començar a construir l'equip al seu voltant; no obstant això, les contínues lesions que li van impedir que es convertís en un jugador de l'elit.
Les següents temporades van ser millors per als Cavaliers, que cada any s'anaven reforçant amb jugadors com Bingo Smith, Jim Chones, Jim Cleamons i Dick Snyder. Cleveland va aconseguir un rècord de 23-59 a la seva segona temporada a l'NBA, seguint amb un 32-50 en la 1972-73 i amb una petita baixada en la 1973-74: 29-53. El 1974, l'equip es va traslladar per jugar al Coliseum at Richfield, localitzat a Summit County. Aquest any, van finalitzar amb un 40-42, quedant a un pas de disputar els playoffs per primera vegada.
A la campanya 1975-76, amb Carr, Smith, Chones, Snyder, el nouvingut Nate Thurmond, i Fitch liderant l'equip a les banquetes, els Cavs van completar un 49-33, siguent el millor rècord de la Divisió Central, entrant als playoffs i amb Fitch rebent el premi al Millor Entrenador de l'Any.
A la primera ronda van eliminar a Washington Bullets per 4-3. A causa de diversos heroismes i cistelles en els últims segons, la sèrie va ser coneguda com "El Miracle de Richfield". No obstant això, a causa de les lesions, especialment la de Jim Chones, els Cavs van caure a les Finals de l'Est davant els Boston Celtics.
Cleveland va guanyar 43 partits les dues temporades següents (1976-77 i 1977-78), però en ambdues van fracassar a la postemporada. Després d'un balanç de 30-52 en la campanya 1978-79, Fitch va deixar l'equip. A l'any següent, amb Stan Albeck com entrenador, els Cavs van recol·lectar 37 victòries i 45 derrotes, pel que el propietari original Mileti va vendre les seves accions a Joe Zingale, nou amo de l'equip.
El 1980, després d'uns mesos, Zingale va vendre l'equip al magnat Ted Stepien. En un principi, Stepien va voler canviar el nom de l'equip a "Ohio Cavaliers", mentre que el pla incloïa jugar els seus partits de casa no només a la zona d'Ohio, sinó també a Buffalo, Nova York i Pittsburgh, Pennsilvània.
Però els Cavs tornaven ha ser un dels pitjors equips de l'NBA, collint un 28-54 en la temporada 1980-81, i un paupèrrim 15-67 a l'any següent. En la 1981-82 va perdre els 19 últims partits de la campanya, i juntament amb els 5 primers de la següent, van formar amb 24 la major ratxa de derrotes de la història de la lliga. Encara que l'equip va millorar tímidament amb un 23-59, el suport local va tocar definitivament fons, fent de mitjana tan sols 3.900 espectadors en un pavelló en què en caben més de 20.000. Stepien va amenaçar de dur l'equip a la ciutat de Toronto, però els germans George Gund i Gordon Gund van comprar la franquícia ha intervengut dels 80 i van decidir mantenir a l'equip en Cleveland. Toronto, de fet, aconseguiria el seu propi equip el 1993, amb els Toronto Raptors.

### Del cim a l'ocàs

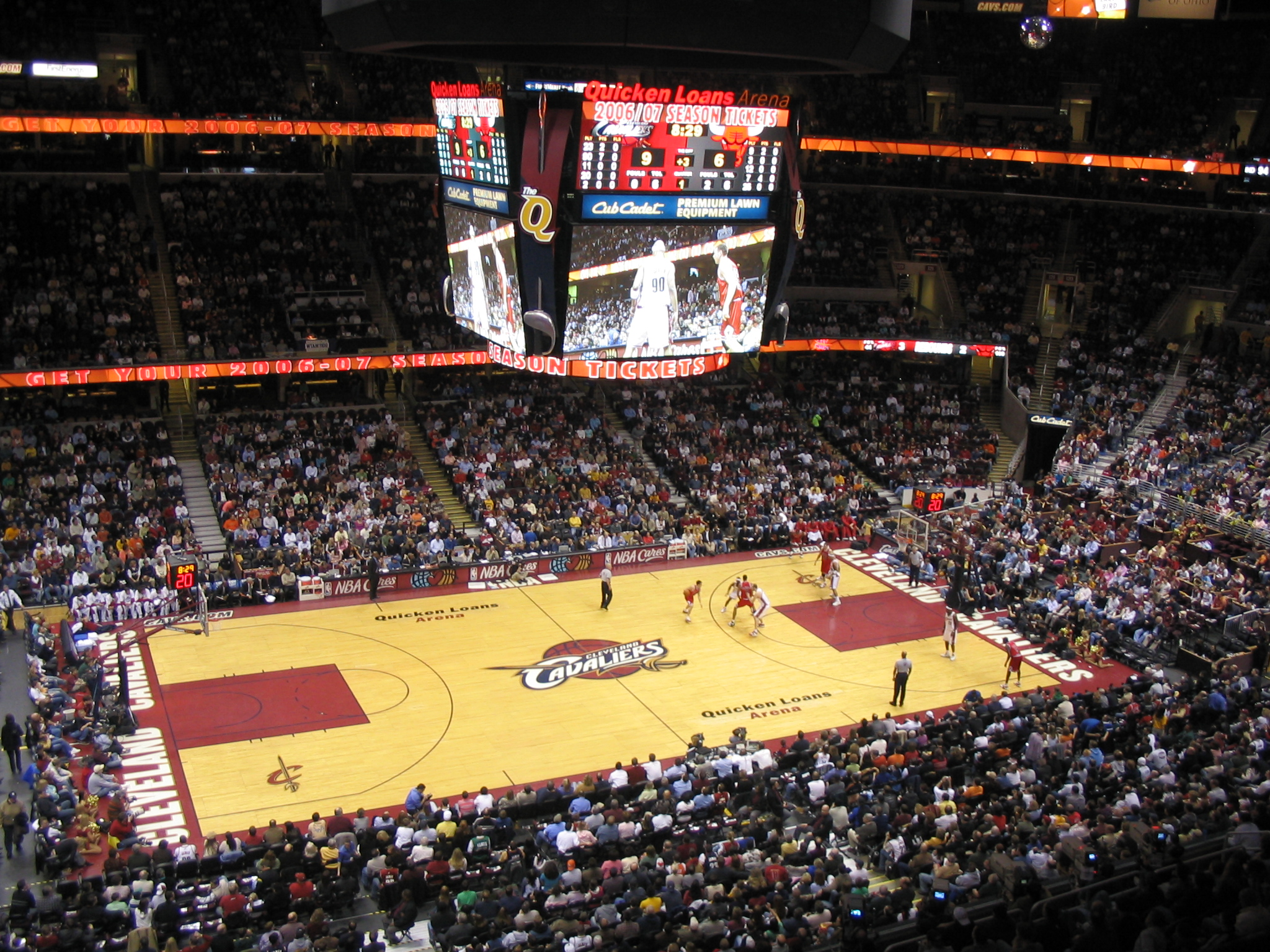
Quicken Loans Arena (abans Gund Arena), pavelló dels Cavs des de 1994.

El 1986, sota la propietat dels germans Gund, l'equip va adquirir, mitjançant traspassos o eleccions de draft, a Brad Daugherty, Mark Price, Ron Harper i Larry Nance. Aquells jugadors (excepte Harper, que va ser traspassat a Los Angeles Clippers a canvi dels drets de Danny Ferry), van formar el cor de l'equip, sota la tutela de l'entrenador Lenny Wilkens, qui va liderar a l'equip durant vuit temporades aconseguint els playoffs en nou anys, incloent tres campanyes de 50 o més victòries.
No obstant això, el 1989, els Cavs van ser eliminats dels playoffs en primera ronda pels Chicago Bulls. En la quarta trobada de la sèrie, Cleveland va aconseguir guanyar 108-105 als Bulls igualant la sèrie a 2. L'avantatge de camp era per als Cavs. Ja en el cinquè i definitiu partit, Michael Jordan va assolir anotar una cistella sobre la botzina sobre Craig Ehlo i eliminar els Cavs en l'últim sospir. Amb "El Tir", com es va conèixer a la cistella, va posar l'eliminatòria 3-2 a favor dels "toros", i aquesta considerada una de les millors buzzer-beaters (cistelles sobre la botzina) de tots els temps. Però el cim de l'èxit de l'equip es veu en la temporada 1992-93, en la qual els Cavs van aconseguir un balanç de 57-25 i van avançar a les Finals de Conferència, caient eliminats pels Chicago Bulls (4-3).
A partir de llavors, els Cavs van entrar en un període de decadència. Amb les retirades i marxes de Nance, Daugherty i Price, l'equip va perdre part del seu predomini i no va ser capaç d'arribar més que la primera ronda de playoffs en la majoria de les següents temporades. En la campanya de 1992-93, l'equip va assolir un 54-28, però va ser eliminat pels Bulls en les Semifinals de Conferència, per un humiliant 4-0. Després d'això, Lenny Wilkens va marxar a Atlanta Hawks.
Mike Fratello va ser l'encarregat de succeir a Wilkens en la temporada 1993-94. Els Cavs es van convertir en un dels millors equips defensius de la lliga sota el lideratge del seu base Terrell Brandon. En atac, en canvi, l'equip fluixejava més, sent lent i controlant el temps del joc en tot moment. Encara que no tinguessin problemes per a aconseguir la postemporada, l'equip no superava la primera ronda.
El 1994 l'equip es va traslladar al pavelló Gund Arena, en el centre de la ciutat, on cabien 20.562 espectadors. El 1997 va fer d'amfitrió per a l'All-Star Game, a més de per al nomenament dels 50 millors jugadors de la història de l'NBA.
Posteriorment, els jugadors Shawn Kemp, Ricky Davis i Zydrunas Ilgauskas van donar més qualitat a l'equip, encara que sense assolir l'èxit. Després de la temporada 1998-99, Fratello va ser acomiadat dels Cavs.
Diverses temporades consecutives van fer caure als Cavs a les profunditats de la lliga, convertint-se en un equip de loteria de draft. Després d'una altra campanya decebedora el 2002-03, els Cavs van aconseguir el nombre 1 del Draft de 2003, seleccionant a LeBron James, procedent de l'institut.

### LeBron James; la nova esperança

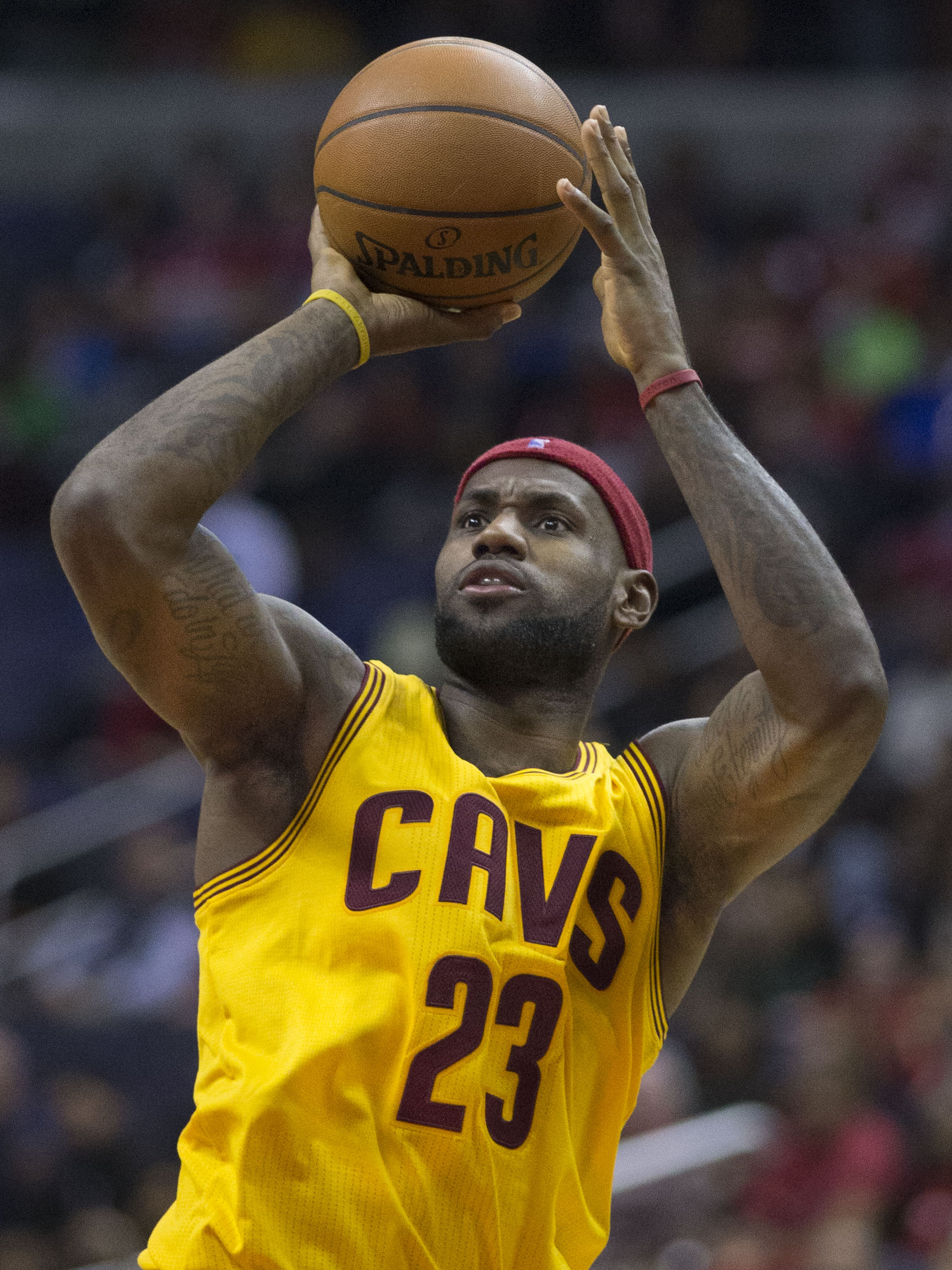
LeBron James, tot un ídol als Cavaliers

James es va convertir ràpidament en una estrella local, ja que va jugar al bàsquet a l'institut St. Vincent - St. Mary, a Akron, una localitat propera a Cleveland. La temporada 2003-04 oferia moltes esperances, amb James convertint-se en un jugador dominant, i guanyador del premi Rookie de l'Any per davant de Carmelo Anthony.
La temporada 2004-05 encara prometia més. James es va col·locar definitivament a l'elit de la lliga, augmentant les seves mitjanes en punts, rebots, assistències i percentatges. Malgrat la marxa de Carlos Boozer per circumstàncies dubtoses, James va formar amb Ilgauskas i Drew Gooden el cor de l'equip. Després d'un principi de temporada prometedor, van començar a perdre partits i ha descendir llocs amb certa rapidesa, perillant fins i tot els playoffs. Finalment, amb els acomiadaments de l'entrenador Paul Silas i el mànager general Jim Paxson, l'equip es va quedar fora de la postemporada empatant en el vuitè lloc amb els New Jersey Nets.
L'estiu de 2005 es van veure molts canvis en l'equip dels Cavs. Amb nou entrenador, Mike Brown, i nou mànager general, l'ex-jugador de l'equip Danny Ferry, encaraven una temporada que apuntava ser més reeixida. Larry Hughes, Donyell Marshall i Damon Jones es van incorporar com agents lliures. Tot això estava liderat per LeBron James, el considerat successor de Michael Jordan.
Al març, els Cavaliers van assolir la seva primera aparició en playoffs des de 1998. Van finalitzar quarts en la Conferència Oest i es van enfrontar en primera ronda contra els Washington Wizards. Després dels dos primers partits, la sèrie estava igualada, però en el tercer partit va aparèixer James quan faltaven 5.7 segons per a anotar la cistella decisiva. El quart partit va ser per als Wizards, que empataven de nou l'eliminatòria. Amb la sèrie de nou a Cleveland, els Cavs es van dur la victòria per 121-120, amb una apassionant pròrroga en la qual James va decidir el partit mancant 0.9 segons per al final. En el sisè partit també es va arribar a la pròrroga, gràcies a un triple final de Gilbert Arenas. Però en el temps suplementari, Damon Jones va anotar un tir en els moments finals que donava el partit i l'eliminatòria als Cavs. Per primera vegada en 13 anys, avançaven a les Semifinals de Conferència.
En segona ronda, davant Detroit Pistons, els Cavs perdien els dos primers partits, però, de manera increïble, donaven la volta a l'eliminatòria guanyant els tres següents, inclòs un en el Palace of Auburn Hills. No obstant això, van perdre la sisena trobada a casa i en el setè i definitiu, els Pistons van sentenciar per 79-61. En la temporada 2006-07, la franquícia va fer història classificant-se per primera vegada a unes Finals de l'NBA. En Finals de Conferència van eliminar els Pistons en sis partits, venjant-se de la derrota de l'any anterior, amb un James estel·lar. Ja en les Finals, uns Spurs liderats pel base francès Tony Parker (MVP de les Finals) van finalitzar el somni dels Cavs escombrant-los fàcilment per 4-0.
En la temporada 2007-08, els Cavaliers han estat el tercer millor equip de l'Est, amb 45 victòries i 37 derrotes, i han estat eliminats en el setè partit de la semifinal de Conferència, pels Boston Celtics, per 4 victòries a 3.

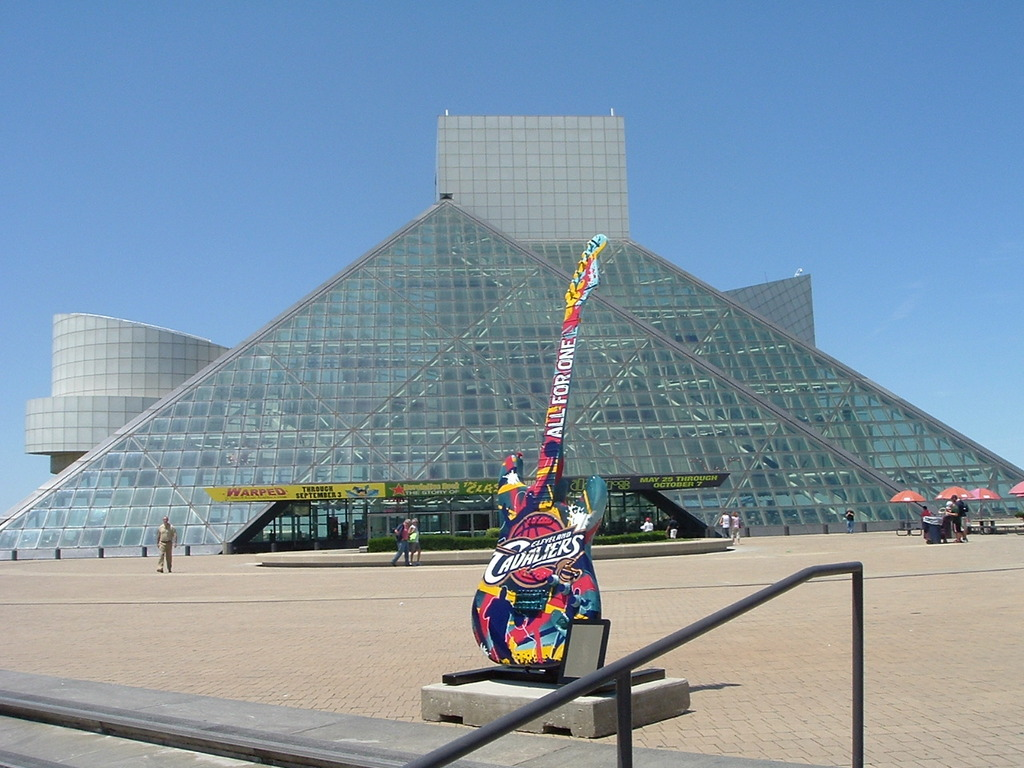
Guitarra dels Cavaliers enfront del Saló de la Fama del Rock & Roll.

Els Cavaliers van tenir la millor temporada regular de la seva història el 2008-2009, amb 66 victòries i 16 derrotes, a més a més es van quedar a un partit del millor rècord de partits com a local en la història de la lliga amb 39-2, només superat pels Boston Celtics de 1986 que van tenir una marca de 40-1.
Lebron James coronaria una gran temporada rebent el premi al jugador més valuós (MVP), el primer en la història de l'equip.
Els playoffs tenien als Cavaliers i als Lakers com a grans candidats al títol i en les primeres rondes van passar sense problemes, primer vencent a uns Pistons que venien en un mal moment 4-0 i en semifinals de conferència van escombrar amb els Atlanta Hawks 4-0.
Arribant molt forts a les finals de conferència es van topar amb l'Orlando Magic els qui van arribar en gran forma i van ser superiors a Cleveland. Els Cavaliers van perdre la sèrie 2-4 en una de les derrotes més dures que ha tingut la franquícia.
La temporada 2009-2010 els va veure finalitzar novament en la primera posició a l'Est amb LeBron James aconseguint novament el premi al Jugador més Valuós. En els Playoffs, no obstant això, no van aconseguir passar la semifinal de Conferència perdent 2-4 amb els Boston Celtics. Després d'aquest resultat es va començar a parlar amb molta força de la marxa com a agent lliure, fet que finalment va succeir amb LeBron decidint marxar al Miami Heat prenent la decisió en un polèmic programa especial televisiu d'una hora. Situació que va provocar la ira de molts seguidors de l'equip. Després d'això la franquícia va quedar afectada havent de començar el procés de reconstrucció per intentar tornar a ser un equip competitiu.

### L'ocàs sense LeBron James
L'equip de Cleveland després de la marxa de LeBron no va poder aixecar el cap, batent el rècord de major quantitat de derrotes consecutives en una sola temporada i igualant el rècord de derrotes consecutives totals de 26 partits. En aquesta mateixa temporada, va sofrir la major pallissa de la història de la temporada, contra els Los Angeles Lakers 112 - 57.
Després de la vergonyant temporada 2010-11, per la temporada 2011-12 els Cavaliers van pretendre reforçar-se, per a això van disposar de dos Top-5 rondes del draft, on van escollir Kyrie Irving i Tristan Thompson. A l'estiu també signarien a l'israelià Omri Casspi procedent de Sacramento Kings i es marxaria J.J. Hickson. Al març, a última hora del mercat de traspassos, els Cavaliers van traspassar a Ramon Sessions i Christian Eyenga a Los Angeles Lakers a canvi de Luke Walton i Jason Kapono (aquest últim ràpidament tallat).
Per la temporada 2012-13, els Cavaliers van signar a l'agent lliure C.J. Milers, a més en el draft de 2012 van escollir l'escorta Dion Waiters i a l'ala-pivot Tyler Zeller.

### El retorn de LeBron James
LeBron James després de sofrir una derrota en les finals del 2014 davant dels San Antonio Spurs i una vegada finalitzat el contracte amb els Miami Heat, va decidir tornar als Cleveland Cavaliers de cara a la temporada 2014-2015. Els Cavaliers aconsegueixen firmar a Kevin Love dels Minnesota Timberwolves en un traspàs a canvi d'Andrew Wiggins, que havia estat escollit en el número 1 del draft de 2014. Comencen malament la temporada però al gener aconsegueixen a Timofey Mozgov, J.R Smith i Iman Shumpert. Amb un rècord de 53 victòries i 29 derrotes finalitzen en segona posició de l'est i eliminen a Boston en 4 partits, a Chicago en 6 i a Atlanta en altres 4 arribant a la final de l'NBA, on caurien davant els Golden State Warriors.
La temporada 2015-2016 van guanyar l'anell de campions davant els Golden State Warriors remontant un 3-1 advers en les finals.

## Pavellons
- Cleveland Arena (1970-1974)
- Coliseum at Richfield (1974-1994)
- Quicken Loans Arena (1994-avui)

## Jugadors destacats
- Lebron James
- Kevin Love